# 明石焼 (陶磁器)

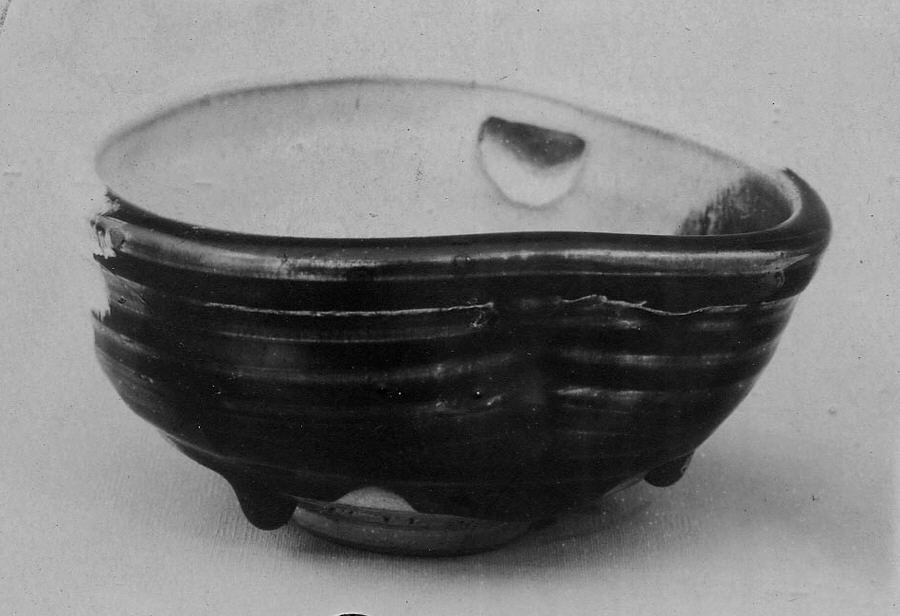
メトロポリタン美術館所蔵

明石焼（あかしやき）は、兵庫県明石市を中心に焼かれる陶磁器である。明石焼の焼造は江戸時代中頃からはじまった明石藩の民窯、三島や古清水風・京焼風の色絵陶器の影響を大きく受け色絵の皿や碗などが多く焼かれた。江戸時代後半ごろが最盛期でそのころになると古京焼風の色絵の土瓶や土鍋などの高級なものが増えていった。明石・明石浦・明浦山・明石湊などの印がある。
江戸時代初頭、明石は播磨国を支配する池田氏の所領であった。しかし元和3年（1617年）姫路藩主・池田光政が鳥取藩に転封されることとなり、播磨の所領は中小の藩に分割された。光政が転封されると、明石の地には信濃国松本藩より小笠原忠真が10万石で入封し明石藩を立藩した。忠真は明石城の建設や明石の町の整備に努め、産業の発展として陶器にも尽力した。
一説によると初め忠真は京都から京焼色絵陶器の大家野々村仁清（名は清右衛門）を招いて、御庭焼と呼ばれる陶器を焼かせたという話がある。ただ詳細は不明である。ときに「明石仁清」とよばれたりするのはこのためである。元和年間になって御用窯が築かれ、鳥羽集落・赤浦にて戸田織部之助が陶器を焼き始める。これが古明石焼である。備前写しや三島写しの茶陶が焼かれ、茶人から愛されることとなる。その後、天明の一時期明石焼の製作は中断されることとなるが、明石町奉行で群奉行の手塚孫一郎が野々村仁清の流れを受け継ぐ摂津吉向焼を迎えて山田菊太郎に焼かせた。これは朝霧焼と呼ばれ「朝霧」と印がある。文化の頃になると三国久八が大蔵口狩口谷で陶器を生産し大阪方面に売り出していた。
このようにして約300年の間生産され続けた明石焼だが、明治末期から大正初期にかけて欧米や東南アジアへの輸出陶器が盛んとなったのち、大正年間に至っては衰微してしまった。主に日常品が多く焼かれ他、地域向けに大量に焼かれることが少なかったため明治期には交趾風の陶器も焼かれたが以降衰退していき現存する窯は少ない。日常雑器で焼かれていたものとしては焙烙（素焼きの平たい土鍋）やすり鉢などがあり、前者は藤江、後者は西島、中尾で作られていた。また瓦は江戸時代天明の頃に始まり、大久保町の海岸地帯・西八木、東江井方面で生産されている。